# Новомилятинський район
Колишній район Львівської області, центром якого було село Новий Милятин.

## Територія
1941 року до складу району входило ряд населених пунктів, зокрема:
Банюнин, Великосілки, Вирів, Горпин, Деревляни, Дідилів, Дунів, Кизлів, Кудирявці, Лісок, Лодина, Нагірці, Неслухів, Новий Милятин, Новий Ріпнів, Новосілки, Ріпнів, Соколів, Спас, Старий Милятин, Стрептів, Убині, Хренів, Якимів, Ямне. Окрім того до його складу входило ще 18 сіл колишнього Кам'янко-Бузького району.

## Новомилятинський райкомКП(б)У
Створений у вересні 1944 року. З жовтня 1952 року — Новомилятинський райком Комуністичної партії України (КПУ). Ліквідований у березні 1959 року після ліквідації Новомилятинського району, територія якого відійшла до Новояричівського району. Райком складався з наступних підрозділів: Бюро (загальний відділ), організаційно-інструкторський відділ (з 1949 р. - відділ партійних, профспілкових та комсомольських організацій), сектор партійної статистики, відділ пропаганди i агітації, сільськогосподарський відділ, військовий відділ, відділ по роботі серед жінок, відділ кадрів.

## Репресії
У квітні 1948 року уповноважений державної планової комісії Ради міністрів СРСР у Львівській області направив доповідну записку секретарю львівського обкому КП(б)У і голові облвиконкому про незадовільний хід призову молоді для шкіл фабрично-заводського навчання Донбасу і Львівської області. Зокрема у ній відзначається, що в області спостерігалося масове ухиляння молоді від мобілізації, як результат агітації з боку українських націоналістів. З метою прискорення мобілізації застосовувалися методи голого адміністрування з викликом призовників через військкомати, залученням органів міліції і організацією облав  на території ряду районів, у тому числі Новомилятинського.
У дванадцяти районах Львівської області: Лопатинському, Радехівському, Сокальському, Великомостівському, Рава-Руському, Немирівському, Магерівському, Куликівському, Новояричівському, Кам'янка-Бузькому, Новомилятинському, — в часі від 17 липня 1944 року, більшовики заслали на Сибір — 2123 особи, у тому числі 624 чоловіків, переважно старшого віку, 898 жінок і 601 дитину; вивезли на примусові роботи у Донбас — 649 осіб, вбили 1817 осіб, у тому числі 120 старшого віку, 90 жінок, 68 малих дітей; заарештували — 3479 осіб; спалили — 2706 господарств; пограбували та знищили — 2650 господарств та 40 церков; знищили — 136 бібліотек.

## ДіяльністьОУНтаУПА
У зв'язку зі зміною адміністративних меж районів після приходу Червоної армії у липні 1944 року. проведено також реорганізацію структур ОУН. Сокальську округу ОУН поділено на три надрайони: Радехівський, Кам'янко-Буський, Рава-Руський. У Кам'янко-Буський надрайон увійшов, зокрема Новомилятинський район.

## Культурне життя
Попри репресії у Новомилятинському районі вирувало культурне життя, зокрема творчі зустрічі проводили відомі українські письменники, у 1950 році Максим Рильський читав учням сільської школи свої вірші.
Науковці вивчали життя та історію району. У 1950 році для львівських етнографів була затверджена нову важливу тему: «Побут і культура колгоспників УРСР», якою керували з Києва. Упродовж року було проведено комплексні експедиції у села Неслухів та Кізлів Новомилятинського району Львівської області.

## Ліквідація
Новомилятинський район було ліквідовано у січні 1959 року, а його територія увійшла до складу Буського та Новояричівського районів.